# 比登斯特
比登斯特是德国下萨克森州的一个市镇。总面积19.54平方公里，总人口2709人，其中男性1327人，女性1382人（2011年12月31日），人口密度139人/平方公里。